# Johnny Johnson & the Bandwagon
Johnny Johnson & the Bandwagon was een Amerikaanse soul-zanggroep.

## Bezetting
- Artie Fullilove[4]
- Billy Bradley[5]
- Terry Lewis[6]
- Johnny Johnson[7] alias Johnny Mathis

## Geschiedenis
De band was oorspronkelijk bekend als The Bandwagon en werd geformeerd in 1967. Ze hadden hun eerste grote Britse hit in oktober 1968 met Breakin' Down the Walls of Heartache, geschreven en geproduceerd door Sandy Linzer en Denny Randell bij Direction Records, een onderdeel van CBS Records in Florida. Het nummer plaatste zich in de Britse singlehitlijst (#4).
In 1969 werd de band ontbonden en werden alle eerdere publicaties erkend als Johnny Johnson and His Bandwagon. Feitelijk was de act in wezen Johnson met toegevoegde zangers, die waren ingehuurd voor opnamen, tournees en tv-optredens. Omdat ze zoveel succes hadden in het Verenigd Koninkrijk en Europa, namen ze als thuisbasis Londen, met songwriter Tony Macaulay voornamelijk als verantwoordelijke voor de volgende fase van hun carrière. Ze hadden top 10-hits met Sweet Inspiration (1970) en (Blame It) On The Pony Express (1970). Het laatstgenoemde nummer werd geschreven door Macaulay, Roger Cook en Roger Greenaway.
Hun opnamecarrière vervolgde zich door de jaren 1970 met de lp Soul Survivor, geproduceerd door Macaulay, net als eerdere, minder succesvolle singles in dat jaar, waaronder Sally Put Your Red Shoes On en een coverversie van de Bob Dylan-song Mr. Tambourine Man bij Bell Records. Ze verlieten Bell Records voor verdere singles, waaronder Honey Bee (1972) bij Stateside Records en Music to My Heart (1975) bij Epic Records, geschreven en geproduceerd door Biddu.
Hun vroege hits worden nog gewaardeerd als northern soul-klassiekers, toen ze een meer commerciële popsoul-stijl aanvaarden, gelijk aan de sound van de vroege Tamla Motown, tegenovergesteld aan de meer funky progressieve stijl begunstigd door tijdgenoten als Sly & the Family Stone en The Isley Brothers.
Breakin' Down the Walls of Heartache werd in 1980 gecoverd door Dexys Midnight Runners als B-kant van Geno en als albumtrack in 1981 op een soloalbum van Bram Tchaikovsky, voorheen van The Motors. Het was ook populair in de Britse soulclubs tijdens de vroege jaren 1980.
Johnson voelde zich niet zo goed voor meerdere jaren en de druk van het voortdurende toeren tijdens de vroege jaren 1970 eisten hun tol. Hij trok zich terug naar Rochester en woont daar nog. Hij dient niet te worden verward met Chuck Berry's partner Johnnie Johnson.

## Discografie

### Singles
- 1968: Breakin' Down The Walls of Heartache (Direction, #4)
- 1969: You (Direction, #34)
- 1969: Let's Hang On (Direction, #36)
- 1970: Sweet Inspiration (Bell Records, #10)
- 1970: (Blame It) On The Pony Express (Bell Records, #7)
- 1971: Mr Tambourine Man (Bell Records)
- 1972: High And Dry (Bell Records)
- 1971: Sally Put Your Red Shoes On (Bell Records)
- 1972: Honey Bee (Stateside)
- 1974: Strong Love Proud Love (EMI Records)
- 1975: Music To My Heart (Epic Records)

### Albums
- 1968: Bandwagon: Johnny Johnson and the Bandwagon (Direction)
- 1971: Johnny Johnson and His Bandwagon: Soul Survivor (Bell Records)
- 2008: Johnny Johnson and His Bandwagon: Breakin' Down The Walls Of Heartache (Ace) (compilatie)